# Čistírna odpadních vod

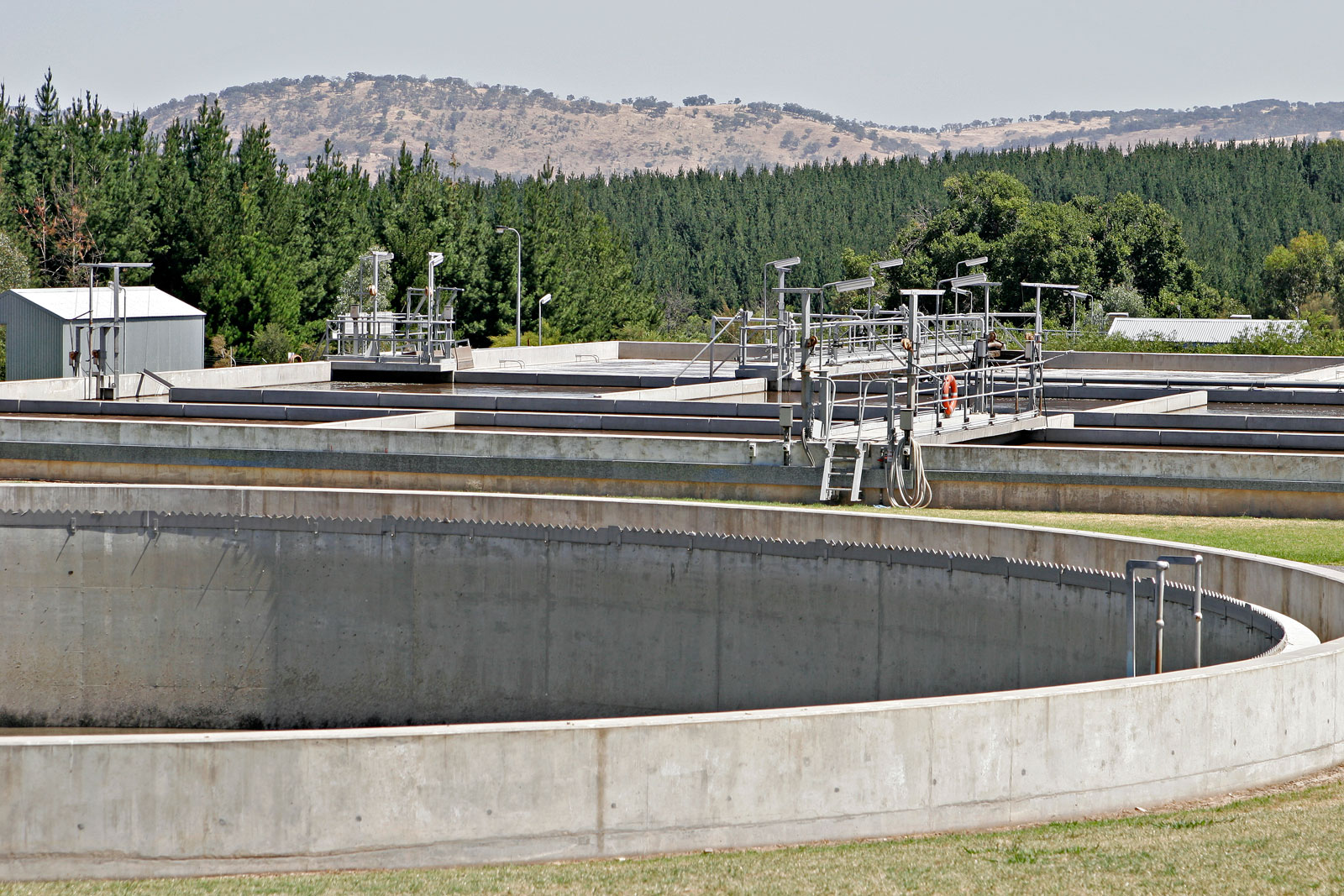
Čistírna odpadních vod Wonga Wetlands

Čistírna odpadních vod (zkratkou ČOV, z toho též „čovka“, často lidově označována jako „čistička“) je zařízení, ve kterém dochází k čištění odpadních vod. Čistírny bývají budovány v blízkosti různých provozů, kde slouží k čištění průmyslových vod a odpadních vod ze zemědělské výroby. Dále bývají u měst a obcí, kde čistí vody komunální a smíšené, tedy komunální s průmyslovými.
Čistírny mohou být mnoha typů. Rozdělují se hlavně podle velikosti a typu čistírenského procesu. Nejčastějším typem používaných ČOV v ČR je mechanicko-biologická čistírna, z ekologických a estetických důvodů se šíří používání kořenových čistíren. Zvláštním případem může být např. čistírna radioaktivního odpadu. Velké čistírny kombinují většinou všechny dostupné čisticí procesy. Patří sem mechanické, biochemické a chemické procesy.
Čistírna odpadních vod funguje jako předčištění a dočištění probíhá v tzv. recipientu, tj. v přirozeném vodním toku. V rámci čistírny jsou zřizovány další objekty na likvidaci vzniklých kalů a látek, jako jsou kalová a plynová hospodářství.
Vypouštění odpadních vod do recipientů se v Česku řídí zákony České republiky, zejména vodním zákonem č. 254/2001 Sb. a zákonem o vodovodech a kanalizacích pro veřejnou potřebu č. 274/2001 Sb. Povolení k vypouštění vydává vodoprávní úřad, což je speciální stavební úřad při odborech životního prostředí místně příslušných obecních úřadů obcí s rozšířenou působností.

## Schéma mechanicko-biologické ČOV

### Mechanické (primární) čištění
Odpadní voda je na ČOV přiváděna hlavní stokou ze stokové sítě. Na jejím konci je umístěn lapák štěrku. Ten zachycuje nejhrubší nerozpuštěné látky (například štěrk, dlažební kostky, kusy cihel,…), uplatňuje se především při zvýšeném průtoku odpadních vod.
Dalším stupněm jsou česle. Ty odstraní hrubé plovoucí nečistoty. Česle bývají s ručním nebo strojovým shrabováním naplavenin (tzv. shrabky), alternativou česlí jsou buď síta, a nebo mělnicí česle a dezintegrátory, které se někdy používají na malých ČOV.

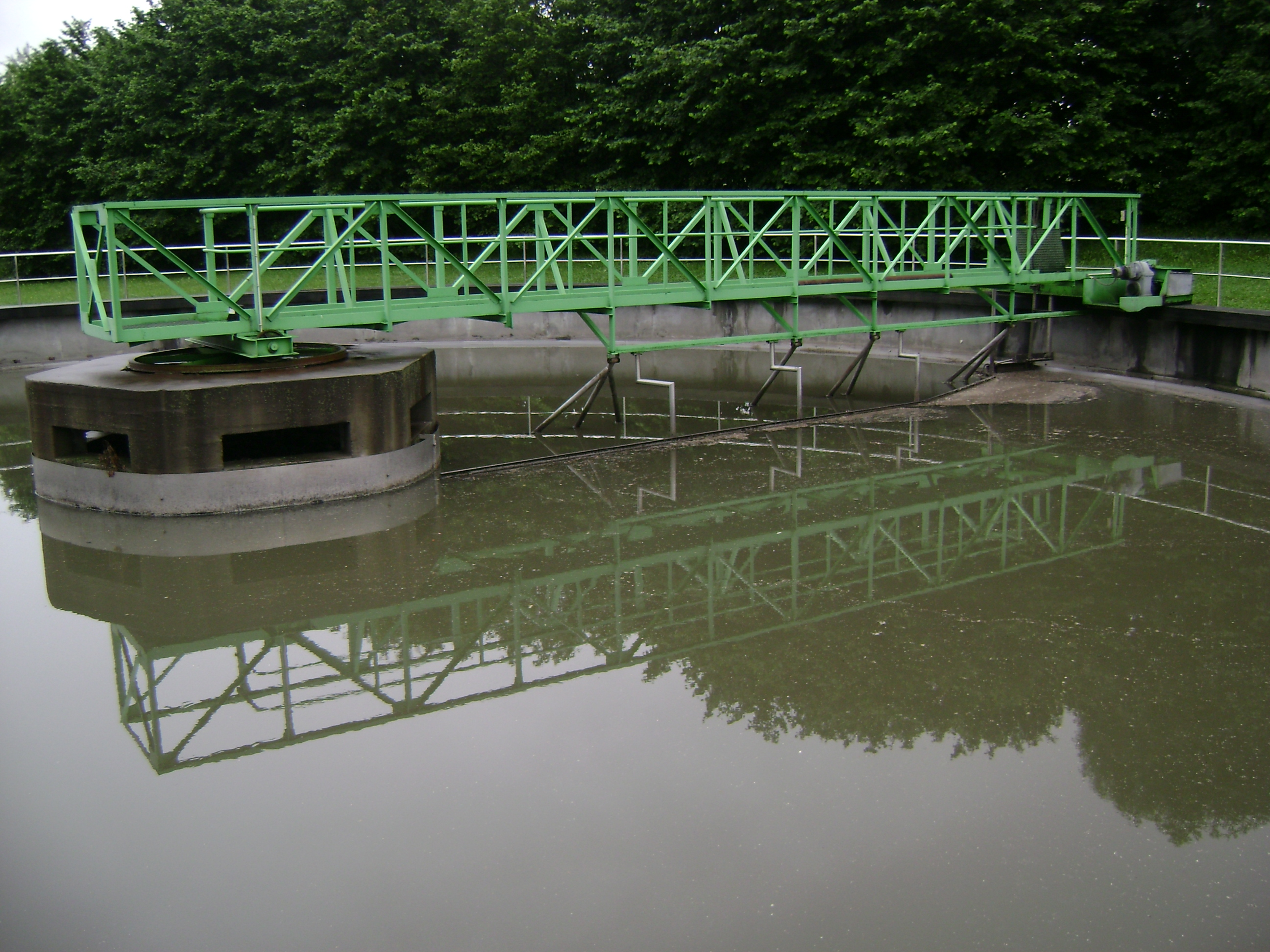
Usazovací nádrž

Následuje lapák písku, často v kombinaci s lapákem tuků. Jeho cílem je oddělení minerálních suspenzí (písek) od organických nerozpuštěných látek, organické látky je výhodné v odpadní vodě nechat. Separace se děje na základě rozdílných hustot obou materiálů, využívá se buď gravitační nebo odstředivá síla. Odstraněním písku se jednak zabrání jeho usazování na nežádoucích místech a jednak se sníží abraze případných následujících zařízení. Lapáky písku se někdy provzdušňují.
Lapák štěrku, česle a lapák písku a tuků se někdy souhrnně nazývají ochranná část ČOV.
Posledním zařízením pro mechanické čištění je usazovací nádrž. Zde probíhá usazování jemných nerozpuštěných látek a stírání plovoucích nečistot z povrchu nádrže. Vzniká primární kal, který je zpracováván v kalovém hospodářství. Tato část je obzvlášť důležitá pro systémy s nitrifikací a pro zkrápěné biofilmové reaktory.

### Biologické čištění

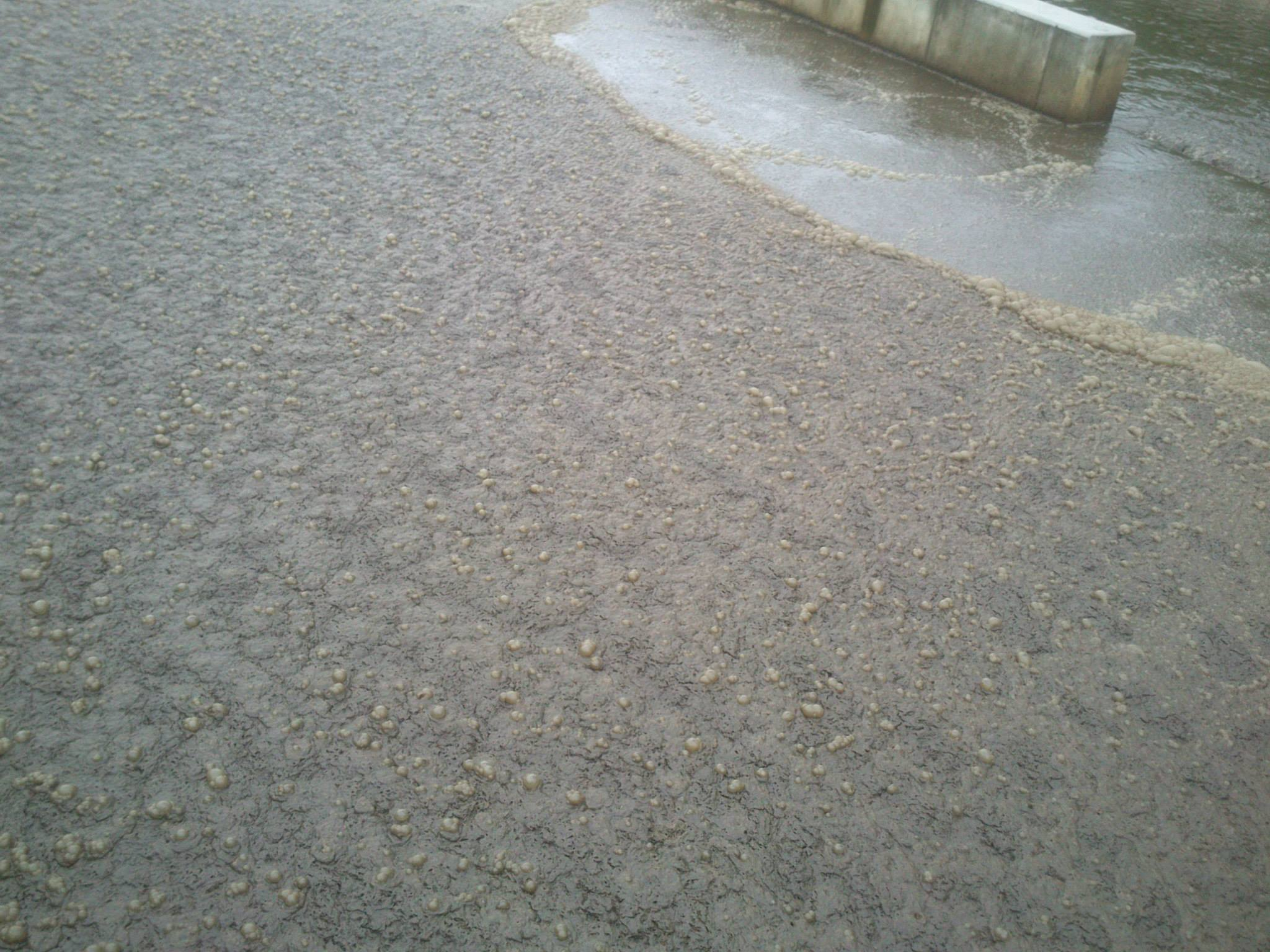
Biologická fáze čištění vody

Biologické (sekundární) čištění probíhá v biologickém reaktoru. Zde je znečištění z odpadní vody odstraňováno pomocí mikroorganismů nazývaných aktivovaný kal. Aktivovaný kal je v biologickém reaktoru kultivován buď jako suspenze (tzv. aktivační systémy), nebo na pevném nosiči (tzv. biofilmové reaktory). Těchto reaktorů je celá řada typů. Aktivovaný kal dokáže z odpadní vody odstranit značné množství organického znečištění i sloučenin dusíku a fosforu.
Směs vody a aktivovaného kalu pak teče do dosazovací nádrže, kde dochází k oddělení vyčištěné vody od aktivovaného kalu v důsledku jeho sedimentace. Část aktivovaného kalu je vracena zpět do biologického reaktoru jako tzv. vratný kal a část je oddělena jako přebytečný kal a odváděna ke zpracování do kalového hospodářství.

### Terciární čištění
Terciární čištění slouží k dočištění odpadních vod od biologicky nerozložitelných sloučenin dusíku a fosforu.

### Kvartérní čištění
Kvárterní čištění dodatečně čistí vypouštěnou vodu od širokého spektra mikropolutantů, které v městských odpadních vodách pocházejí především z léčivých a kosmetických přípravků. Tento stupeň čištění se zavádí u nových velkých ČOV, v Evropské unii bude tato technologie muset být zavedena jen pro ČOV se zatížením nad 150000 EO, a to do roku 2045.

## Příklad čistírenského procesu

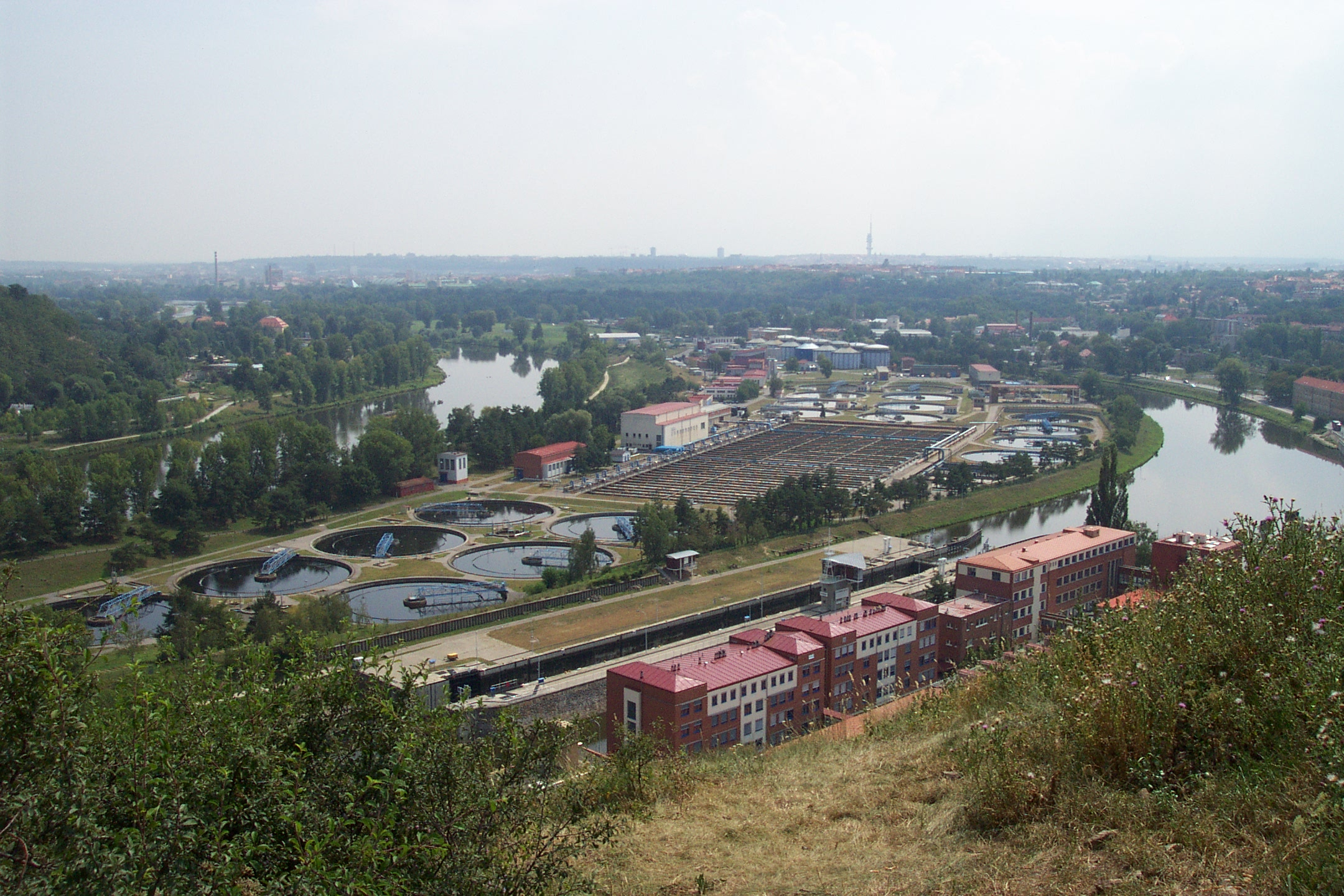
Centrální čistírna odpadních vod (Praha). Vlevo: nádrže na II. sedimentaci. Uprostřed: aktivační žlaby. Vpravo: nádrže na I. sedimentaci.

Odpadní voda je do čistírny přiváděna kanalizační sítí. Pokud je ČOV posazena výš než potrubí na přítoku, předsazuje se přečerpávací stanice odpadních vod.

### Mechanický stupeň
Na přítoku do čistírny prochází voda mechanickým stupněm. Ten může mít různé konfigurace, zde uvádíme klasickou konfiguraci používanou na komunálních ČOV v ČR. Nejprve jsou využity česle nebo síta, kde dochází k odstranění hrubých nečistot, tzv. shrabků.  Tento hrubší odpad bývá skládkován nebo spalován při vyšších teplotách. Následuje lapák písku, kde je z vody odstraněn písek jdoucí na skládku. Další částí mechanického stupně je primární sedimentace. Odpadní voda je zde rozdělena na 3 frakce. Na dno sedimentuje tzv. primární kal, který je odčerpáván a odváděn do kalového hospodářství. Uprostřed se nachází mechanicky vyčištěná voda. Tato voda postupuje do biologického (aerobního) stupně. Zcela na povrchu se nachází plovoucí nečistoty, obvykle tuky a oleje, které se následně zpracovávají obvykle v kalovém hospodářství ČOV. 

### Biologický aerobní stupeň

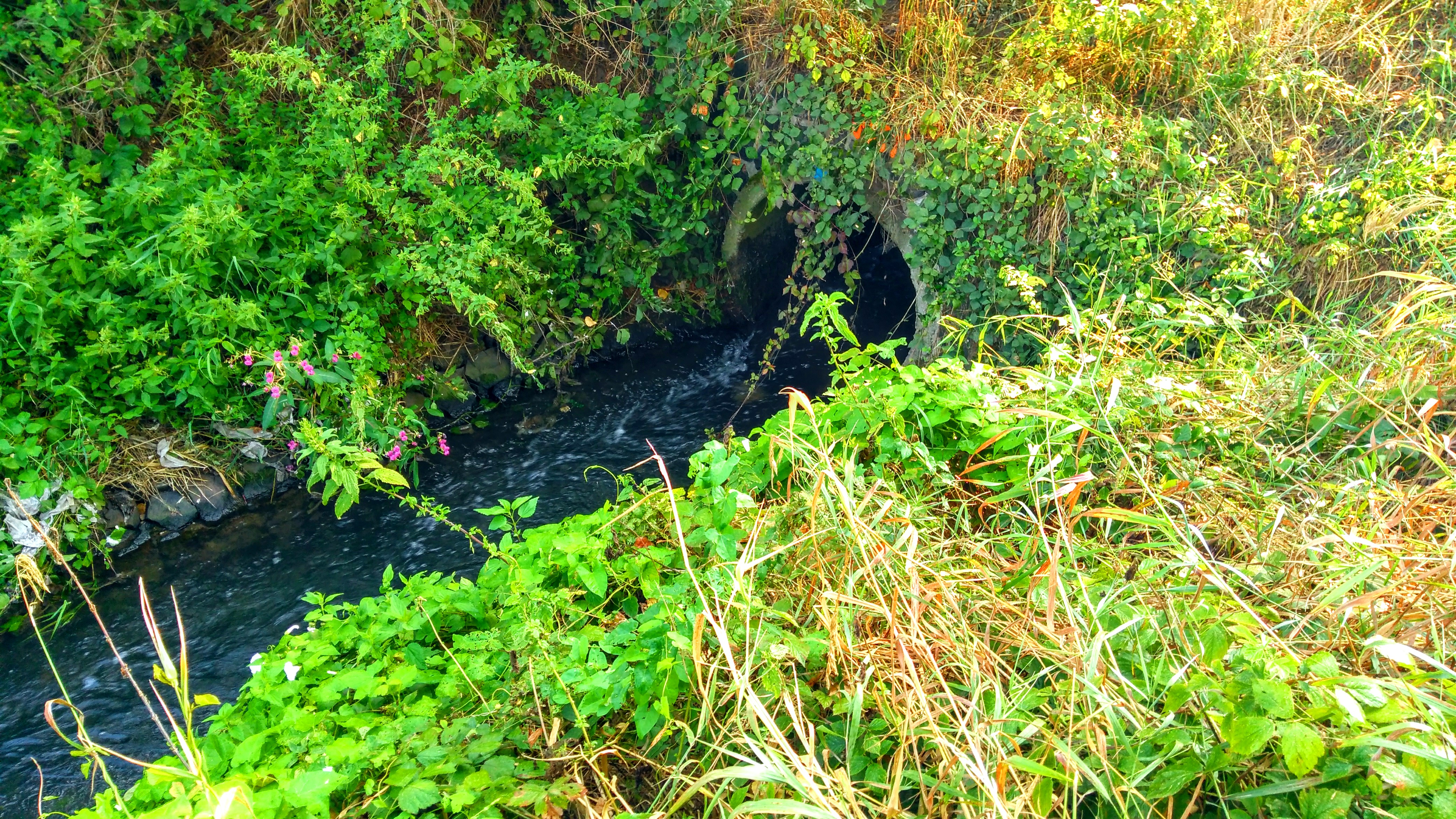
Odtok vyčištěné vody do Labe, ČOV Děčín

Do tohoto stupně vstupuje voda po mechanickém vyčištění. Principem je využití aerobních bakterií, které ve svém metabolismu odbourají 99 % organického znečištění vody. Mezi hlavní procesy tohoto stupně patří mineralizace, kde se v procesu aerobní respirace odbourávají uhlíkaté organické látky za vzniku CO2 a vody. Další částí mineralizace je amonifikace, kdy dojde k odbourání dusíkatých organických látek na amonný iont. Dalšími procesy jsou nitrifikace (přeměna amonného iontu na dusičnany) a denitrifikace (redukce dusičnanů na plynný dusík) popř. také biologické odstraňování fosforu. Takto zpracovaná voda vstupuje do dosazovacích nádrží. Zde vzniká čistá voda, která opouští čistírnu, a vratný kal, který se vrací na počátek biologického stupně. Nadbytečný kal je dotahován pod názvem přebytečný kal do kalového hospodářství. 

### Anaerobní stupeň
Tento stupeň se vyskytuje hlavně u větších čistíren. Je zde využíváno přebytečného aktivovaného kalu, jako zdroje živin, pro anaerobní bakterie, které produkují různé plyny. Tyto plyny jsou čištěny a označují se jako bioplyn. Tento plyn využije čistírna k ohřevu vlastních vyhnívacích nádrží nebo na produkci energie. Zbylý kal, tzv. vyhnilý, neboli anaerobně stabilizovaný kal se zpracovává a využívá jako hnojivo, je skládkován nebo spalován.

## Kontrola a regulace čistírenských procesů
Hlavními měřítky jsou hodnoty BSK5 a CHSK, nerozpuštěných látek, dusíku a fosforu, dle typu čistírny odpadních vod uváděné na přítoku v odpadní vodě a na odtoku ve vodě vyčištěné. Limity pro odtok jsou dané právními úpravami a závisí na velikosti ČOV, jejich překročení je pokutováno. Vzorky na odtoku jsou odebírány v intervalech dle vodoprávního rozhodnutí (obvykle 1x/měsíc - 1x/týden), vzorkování dalších stupňů čistírny upravuje vyhláška  č. 428/2001 Sb.
V současné době se standardní laboratorní analýzy na přítoku a odtoku ČOV popř. v jednotlivých mezistupních doplňují také využití automatických analyzátorů, které poskytují obsluze ČOV informace o jejím provozu v reálném čase. Nejčastěji jsou využívány sondy rozpuštěného kyslíku a dále pak nerozpuštěných látek, amoniakálního a dusičnanového dusíku a fosforu. Nedílnou součástí kontroly provozu ČOV je také kontrola mikrobiální populace aktivovaného kalu, která se provádí mikroskopickým rozborem.

## Obecné schéma procesu
- Mechanický stupeň
  - česle
  - lapač písku
  - I. sedimentace
    - povrchový odpad
    - mechanicky vyčištěná voda
    - surový kal
- Biologický (aerobní) stupeň
  - mineralizace
    - aerobní respirace
    - amonifikace

  - nitrifikace
  - imobilizace
  - detoxifikace
  - II. sedimentace
    - aktivovaný kal
      - vratný aktivovaný kal
      - přebytečný aktivovaný kal

    - vyčištěná odpadní voda
- Biologický (anaerobní) stupeň
  - vyhnilý kal
  - bioplyn

## Historie
První čistírny odpadních vod vznikaly na konci 19. století v Anglii a byly buď mechanické, mechanicko-chemické popř. na principu biofiltru. Do této generace čistíren patří také první velká ČOV na území dnešní ČR Stará čistírna odpadních vod (Praha-Bubeneč). Přelomem v oblasti čištění odpadních vod byl vynález aktivačního procesu.  Tento princip čištění odpadních vod byl poprvé proveden v Manchesteru v roce 1913.
Záhy po skončení 1. světové války vypukly patentové spory okolo priority řešení některých technických detailů procesu. Skutečný rozmach procesu v celosvětovém měřítku nastal tak až po skončení 2. světové války, po vypršení platnosti sporných patentů. Skutečný vývoj i teoretické poznávání různých stránek procesu a také masovější výstavby čistíren odpadní vod nastaly v plné míře rovněž až počátkem 50. let.  První aktivační čistírnou odpadních vod pro velké město v ČR byla čistírna odpadních vod Modřice, uvedená do provozu v roce 1961. Aktivační Ústřední čistírna odpadních vod Praha byla uvedena do provozu v roce 1968.